# Indiana Jones Adventure
Pour les articles homonymes, voir IJA.
Indiana Jones Adventure est un terme désignant plusieurs attractions des parcs Disney. Le thème est centré sur le personnage d'Indiana Jones, mais Disney n'a réellement nommé Indiana Jones Adventure qu'une seule des différentes attractions, à savoir celle de Disneyland en Californie ouverte en 1995. Elle est toutefois sous titrée The Temple of the Forbidden Eye.
Disney a ensuite dupliqué cette attraction au Japon dans Tokyo DisneySea, mais en la renommant The Temple of the Crystal Skull et en modifiant légèrement sa thématique.
Le thème d'Indiana Jones est assez large pour avoir inspiré d'autres attractions aux imagineers. En France, le Temple du péril permet de créer des montagnes russes dans un temple en ruine. Le même concept est utilisé pour Raging Spirit, mais en ôtant la référence à Indiana Jones en raison de la proximité du Temple of the Crystal Skull.
Dès 1989 en Floride, Disney avait utilisé la licence et les thèmes d'Indiana Jones dans un spectacle de cascades : Indiana Jones Stunt Spectacular.

## Les montagnes russes
Voir Indiana Jones et le Temple du Péril du Parc Disneyland et sa déclinaison japonaise Raging Spirit.

## Les attractions

### The Temple of the Forbidden Eye
Ouverte le 13 mars 1995 à Disneyland en Californie, cette attraction est principalement un parcours en voiture. Elle se situe dans le pays d'Adventureland. Afin de relier l'énorme bâtiment contenant l'attraction, placé à l'extérieur du parc, de l'autre côté du train, un long couloir a dû être construit entre Jungle Cruise et le bâtiment des Pirates of the Caribbean. Ce couloir a été profondément décoré afin d'occuper les visiteurs dans cette longue file d'attente.
L'attraction consiste en une expédition en jeep dans des ruines puis un voyage à bord d'une jeep au sein d'un énorme temple de type asiatique.
Cette attraction bénéficie du système FastPass
- Ouverture : 3 mars 1995[2],[3]
- Conception: WED Enterprises, Intamin
- Début des travaux : juillet 1993
- Superficie du bâtiment : 5 740 m2
- Longueur de l'attraction : 833 m.
- Longueur de la file d'attente: 500 m.
- Véhicules
  - Nombre : 16 (15 sur les rails)
  - Capacité : 12 personnes
- Vitesse du vent dans la Chambre des Momies : 96 km/h
- Taille minimale : 1,15 m.
- Audio-animatronic d'Indiana Jones : 3
- Représentation de serpents : 2129
- Budget : 100 millions de $[4]
- Type d'attraction : simulation d'expédition en jeep
- Coordonnées :
  - Entrée : 33° 48′ 40″ N, 117° 55′ 14″ O
  - Bâtiment : 33° 48′ 36″ N, 117° 55′ 16″ O

#### Description

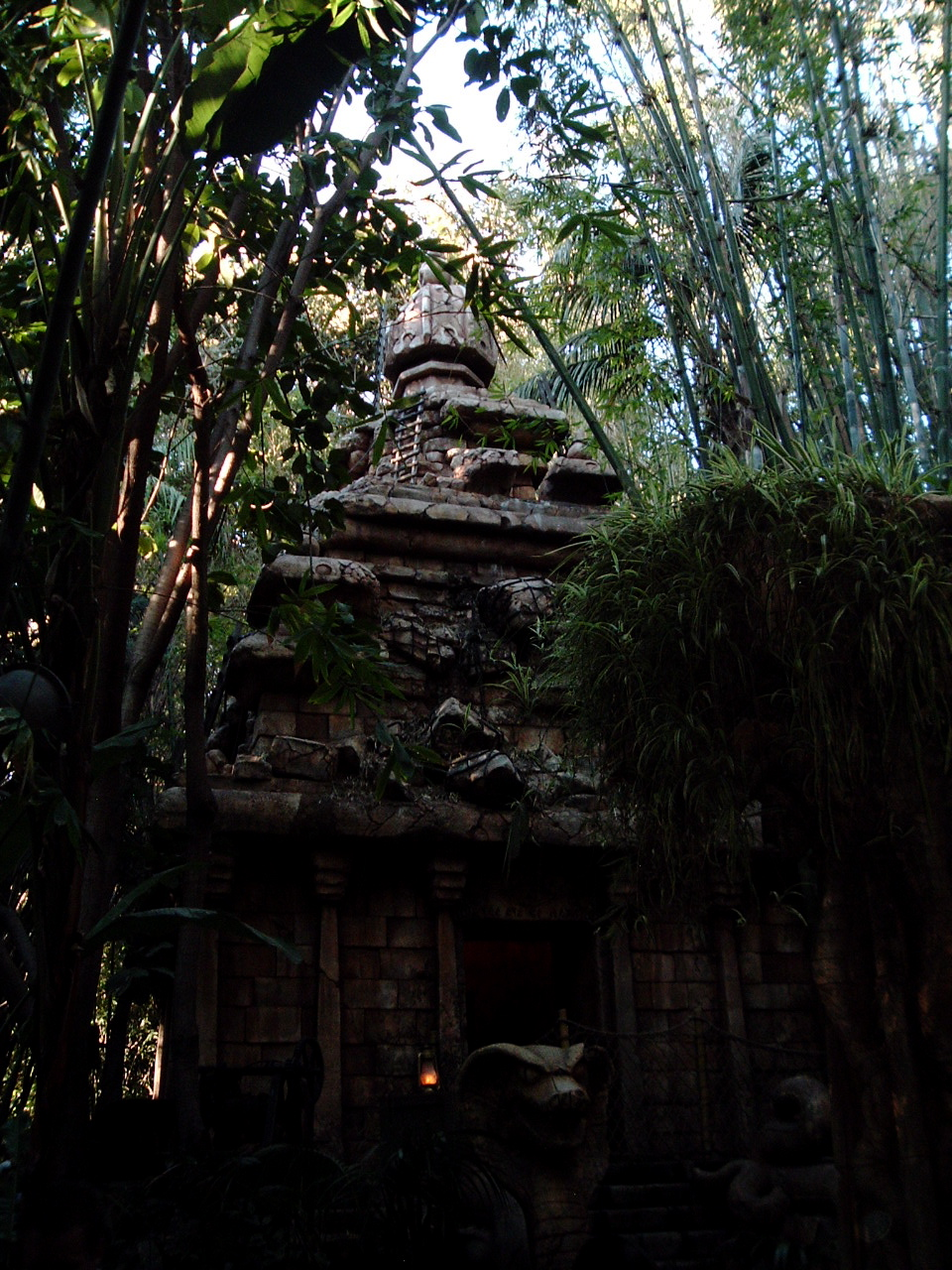
Entrée de l'attraction.

La visite débute par une esplanade de statues serpentaires située le long de la section sur le Bengale de Jungle Cruise puis l'entrée du temple. Après l'Obélisque du péril, on traverse la partie dégagée d'une salle à colonnade, qui semble avoir été ensevelie par un glissement de terrain. L' Avenue des voix permet de rejoindre un couloir transversal indiquant que ce n'est pas un temple mais tout un complexe. Le long des murs des inscriptions racontent l'histoire du complexe. Elles sont dans un alphabet inventé par l'imagineer de Disney Chuck Ballew, le Mara. Une porte permet d'entrer dans la Caverne des chauves-souris surplombant des catacombes. Juste à côté se trouve la porte du chemin de retour. La salle suivante s'appelle la Chambre des piques. C'est un ancien piège soi-disant désamorcé par Indiana Jones grâce à des bambous géants. Ensuite le hall des blocs descendants est un autre piège avec des blocs de pierre pouvant tomber du plafond.
Les deux chemins d'aller et de retour se rejoignent à nouveau dans la Rotonde du Calendrier qui est un calendrier solaire. En dessous une chambre de sacrifice semble être connectée aux catacombes. À droite un couloir appelé Altar des tablettes de pierres permet de rejoindre la salle suivante. À gauche un vestibule est prévu pour le stockage du matériel roulant. Dans le Hall des promesses, transformé en entrepôts, on embarque dans des jeeps.
Le véhicule commence par passer dans la Chambre de la destinée et par l'une de ses trois portes afin d'accéder à l'une des trois versions de l'attraction : la Fontaine de Jouvence, la Chambre des richesses terrestres, l'Observatoire du Futur. À noter que malgré l'existence de trois portes, l'attraction ne possède en réalité qu'une seule porte fonctionnelle et un seul parcours ; à l'origine, le couloir de la Chambre de la destinée pivotait pour donner l'illusion que le véhicule empruntait une porte différente à chaque voyage, mais depuis 2015, le véhicule emprunte systématiquement la porte centrale, et un effet de projection a été ajouté sur les portes pour compenser la perte du couloir pivotant.
Une fois la chambre de la destinée passée, le véhicule emprunte un couloir qui promet soit la jeunesse, le bonheur ou le futur jusqu'à l'Idole de Mara qui garde secrète l'entrée de chaque salle.
Après être descendue de la jeep, on emprunte les couloirs dans l'autre sens ou des couloirs parallèles jusqu'à l'entrée du temple.

### The Temple of the Crystal Skull
Reprenant le thème du Temple of the Forbidden Eye, cette attraction ouverte en même temps que le parc Tokyo DisneySea en 2001 est située dans le pays nommé Lost River Delta. La façade et le thème extérieur sont différents de l'attraction de Disneyland. Ainsi la file d'attente est moins longue et consiste seulement en un temple aztèque en partie en ruine. L'intérieur de la file d'attente rappelle les sacrifices aztèques, mais la salle des piques n'a pas été oubliée.
Il semble que seul le parcours sur la Fontaine de Jeunesse existe dans cette attraction et non pas trois parcours différents comme à Disneyland. L'idole de Mara a été remplacée par un crâne de cristal d'où le nom de l'attraction.
À la sortie une boutique de photo et juste à côté un restaurant accueillent les visiteurs, mais à la différence de Disneyland, le bâtiment a été décoré et continue le temple (même si historiquement aucun temple inca n'a été trouvé avec un si grand bâtiment accolé).

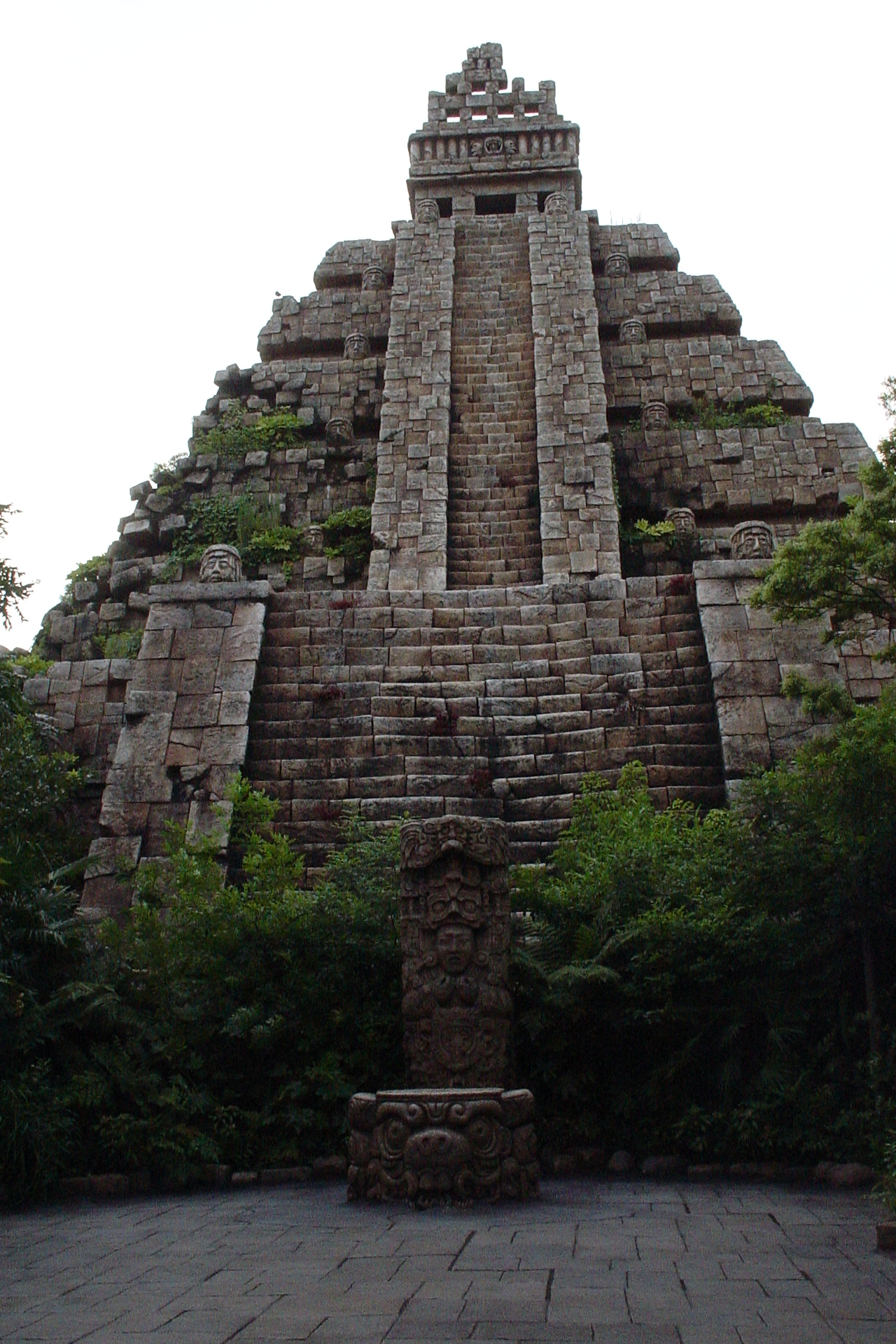
Entrée de l'attraction à Tokyo DisneySea.

Cette attraction bénéficie du système FastPass
- Ouverture : 4 septembre 2001 (avec le parc)
- Conception: WED Enterprises, Intamin
- Durée : environ 3 minutes
- Capacité : 12 personnes par véhicule
- Type d'attraction : simulation d'expédition en jeep
- Situation : 35° 37′ 34″ N, 139° 52′ 51″ E

## Le saviez-vous?
- Michael Eisner alors patron de Paramount Pictures (avant d'être celui de Disney), réussit le tour de force de produire les trois films d'Indiana Jones avec Steven Spielberg et George Lucas, ce qui a permis à la société d'obtenir plus facilement le droit de créer ces attractions.
- Le système inventé par Disney pour l'attraction The Temple of the Forbidden Eye en Californie, nommé Enhanced Motion Vehicle, a aussi été utilisé pour Dinosaur en Floride[1].